# Thomas Gainsborough
Thomas Gainsborough (n. 14 mai 1727 – d. 2 august 1788) a fost unul dintre cei mai faimoși pictori portretiști și peisagiști britanici ai secolului al XVIII-lea.

## O familie nonconformistă
S-a născut în luna mai 1727 la Sudbury, o mică localitate în comitatul Suffolk, la nord-est de Londra. John Gainsborough, tatăl lui, era manufacturier și negustor de țesături. Thomas a venit pe lume într-o casă veche și foarte mare care adăpostea, pe lângă cei nouă copii ai familiei Gainsborough, și războaiele de țesut.
Băiatul crește în sânul unei familii mai neobișnuite. Tatăl se îmbracă precum un magnat, ia lecții de scrimă și se plimbă pe străzile din Sudbury încins cu o sabie. Mama artistului – Mary Burrough- este o femeie educată, pasionată de pictatul florilor. Thomas își petrece zilele în tovărășia ei și nu se desparte nici o clipă de caietul său de desene. Mama își dă foarte repede seama de talentul artistic al fiului.
Foarte apropiat de sufletul lui Thomas este fratele său mai mare, John, un inventator nenorocos, care concepe tot timpul diferite mașinării, din ce în ce mai ciudate.
La vârsta de 13 ani, Gainsborough va pleca la Londra pentru a se iniția în arta picturii. În anul 1740, devine ucenic la gravorul și ilustratorul Hubert Francois Gravelot care locuia de câțiva ani la Londra.

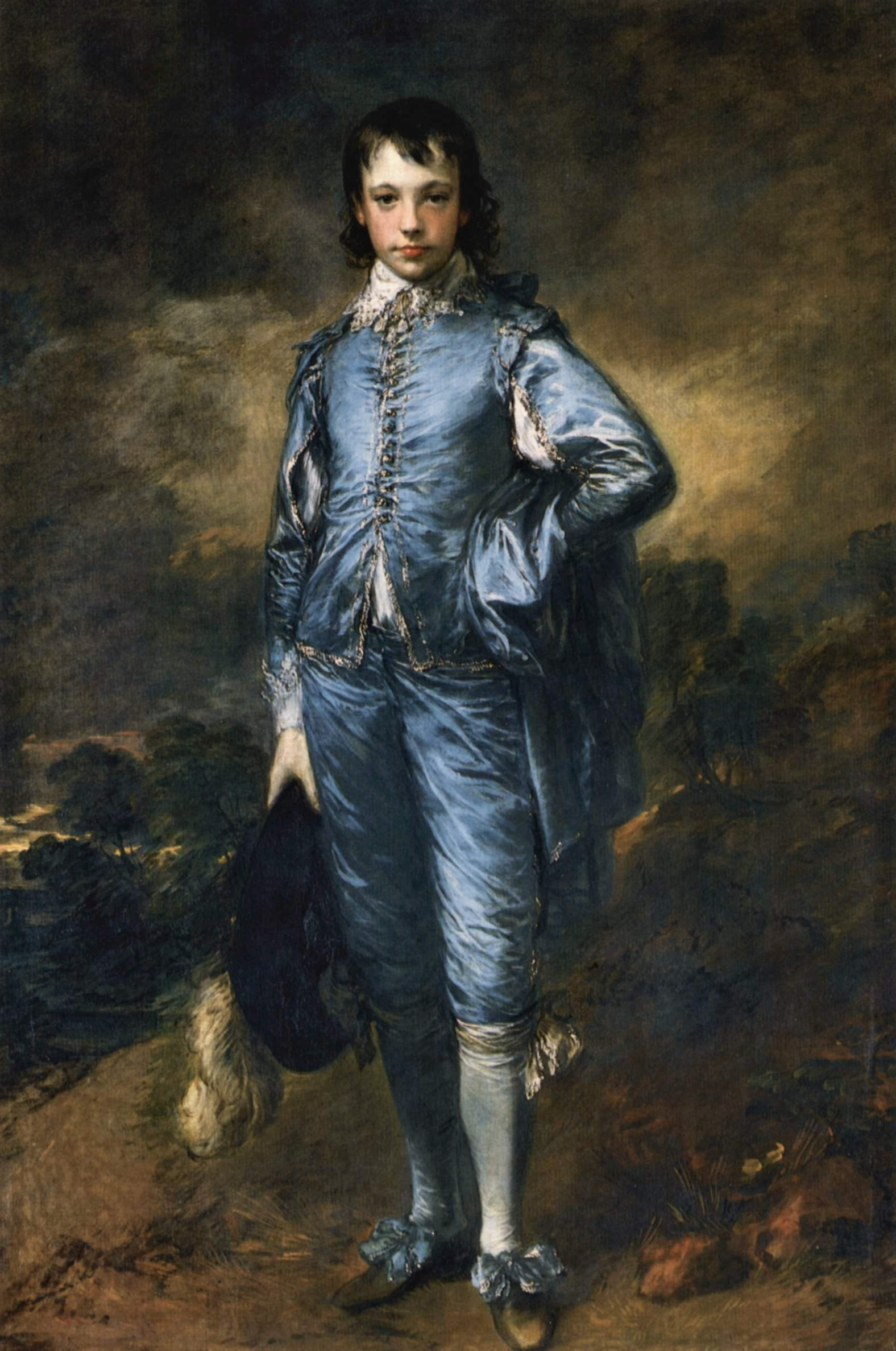
Băiat în albastru, 1770

Învață foarte repede, este receptiv și, în scurtă vreme, maestrul îi va încredința calfei executarea celor mai importante detalii din operele sale. Descoperă subtilitatea picturii franceze și stilul rococo.
Frecventează, de asemenea, cursurile academiei St. Martin’s Lane.
În jurul anului 1745, Thomas Gainsborough, care are acum 18 ani, frecventează atelierul de la Hatton Garden.

## Întoarcerea acasă
În timpul anilor petrecuți la Londra face dese călătorii acasă pentru a-și vedea părinții și frații. În timpul unei astfel de călătorii o va cunoaște pe Margaret Burr, viitoarea lui soție. Căsătoria va avea loc pe 15 iulie 1746 la Londra. Pictorul avea pe atunci numai 19 ani, iar soția lui, cu un an mai puțin.
În anul 1748, după moartea tatălui său, pictorul se va întoarce cu soția la Sudbury. În scurtă vreme i se vor naște două fiice – Mary, în anul 1748, și Margaret, în 1752. Și la Sudbury artistul pictează tot peisaje care oglindesc în mod cert influențele maeștrilor olandezi, pe care îi admira atât de mult.
În anul 1752, se vor muta la Ipswich, o mică localitate situată la 25 km de Sudbury, unde va închiria o căsuță pe Lower Brook Street. Pictează portretele aristocraților și burghezilor din partea locului. În anul 1759 se stabilesc la Bath, unde devine un portretist foarte căutat.
În 1761 Gainsborough își expune tablourile la Asociația Artiștilor Londonezi. Devine membru fondator al Academiei Regale, care este înființată pe 10 decembrie 1768.

## Gloria

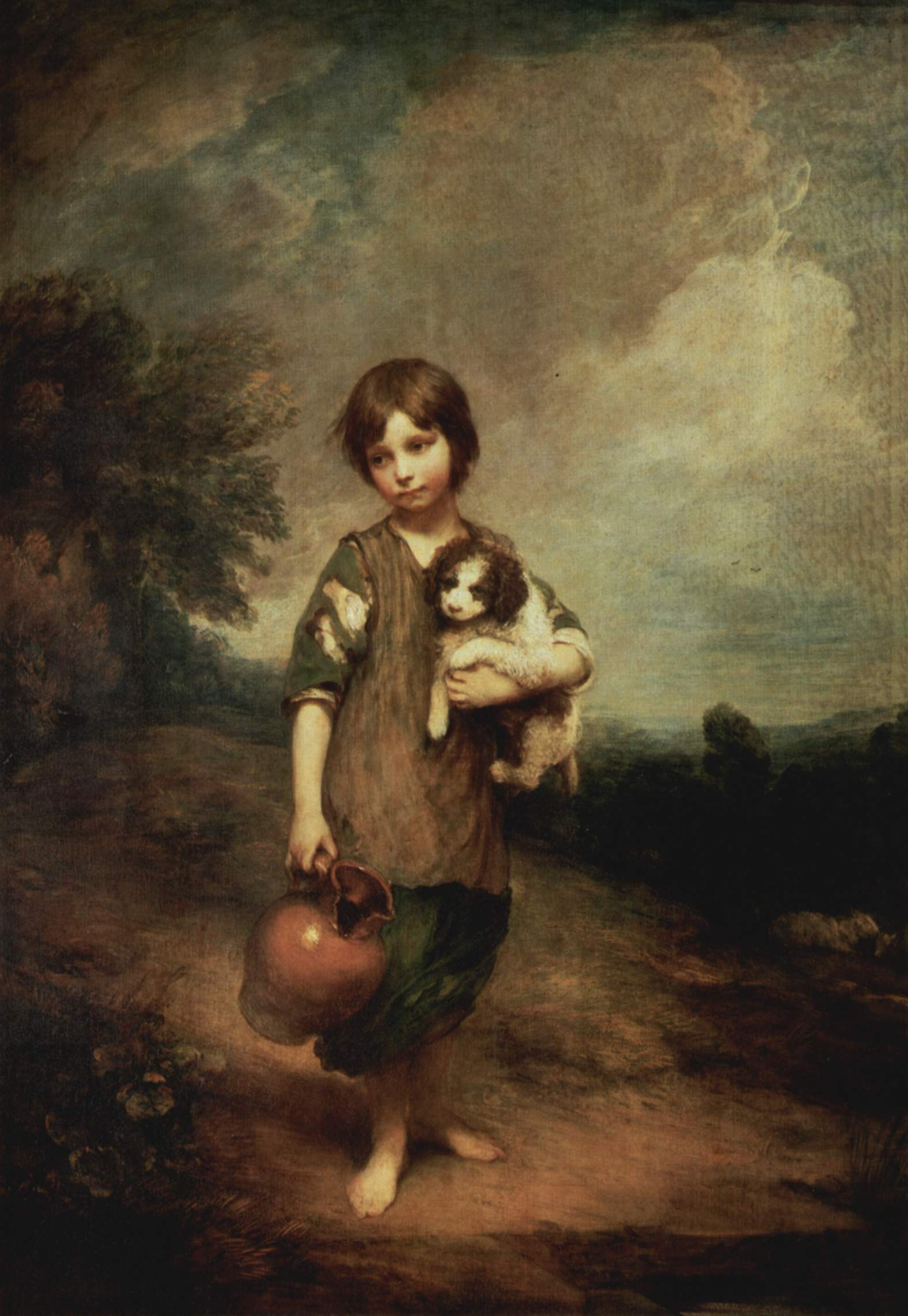

În anul 1774, va părăsi Bath-ul și se va muta împreună cu familia la Londra. După câțiva ani de lucru în capitală, Gainsborough va deveni pictorul favorit al familiei regale. Acest lucru îi va garanta nu numai o poziție de seamă în societatea londoneză, dar îi va aduce și nenumărate comenzi. 
Pictorul suporta cu greu jocul aparențelor care caracterizează viața din înalta societate. Îl iritau conversațiile sterile și petrecerile zgomotoase. Prefera să se odihnească desenând sau cântând la violoncel, deoarece ere un bun interpret. Cei mai apropiați prieteni ai pictorului erau compozitorul Carl Friederich Abel și muzicianul Johann Christian Bach. Ambele fiice ale lui Gainsborough cântau la instrumente – Margaret la clavecin, iar Mary la chitară. Ginerele lui Gainsborough va fi, de asemenea, muzician. 
În 1784, pictorul se ceartă din nou cu Academia Regală; din acel moment, Gainsboroug nu va mai expune la Academie. În fiecare an, în lunile de vară, amatorii de artă vor putea admira tablourile la reședința sa de la Schomberg House.
Într-una din zilele anului 1787, pictorul, care se apropie de 60 de ani, observă pe gât o umflătură care va deveni cu timpul mai dureroasă. În primăvara anului 1788, medicii îi confirmă artistului faptul că are cancer. După o odihnă de câteva săptămâni la Richmond, Gainsborough se simte puțin mai bine și se întoarce la Londra. Moare în plină glorie pe 2 august, la vârsta de 61 de ani. Este înmormântat la cimitirul din Kew. Le lasă soției și fiicelor un mare număr de peisaje nevândute, care sunt expuse în încăperile locuinței de la Schomberg House.

## Principalele pânze
- Discuție în parc (1745-1746)
- Peisaj cu copaci, colibă și măgari (cca. 1748)
- Lady Alston (cca. 1760)
- Domnișoarele Sloper (cca. 1784)
- Plimbarea de dimineață (cca. 1785)
- Mrs. Sarah Siddons (1785)

## Gainsborough în muzeele lumii
- Austria
  - Viena – Kunsthistorisches Museum

- Canada
  - Toronto – Art Gallery of Ontario

- Franța
  - Dijon – Musee Magnin
  - Paris – Louvre

- Germania

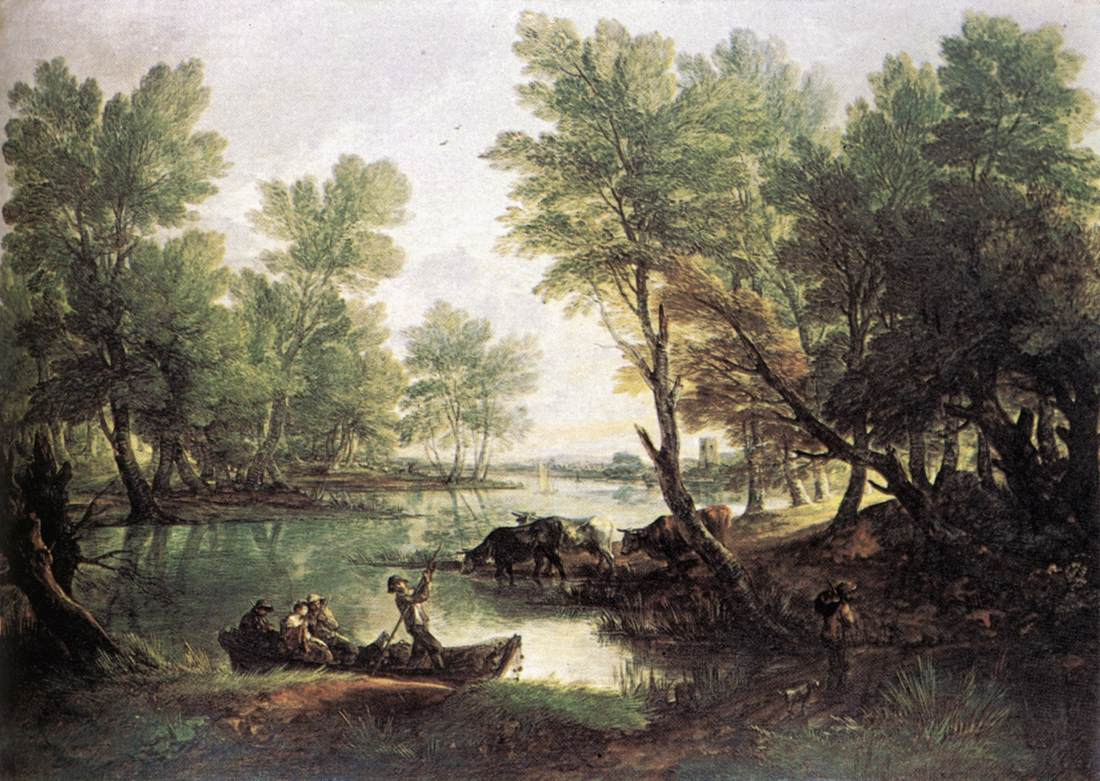

  - Berlin – Gemaldegalerie, Staatliches Museum

- Irlanda
  - Bologna – National Gallery of Ireland

- Italia
  - Bologna – Civico Museo Bibliografico Musicale

- Marea Britanie
  - Bath– Victoria Art Gallery
  - Bedford – Cecil Higgins Art Gallery
  - Birmingham – City Museum and Art Gallery
  - Cambridge – Fitzwilliam Museum
  - Edinburgh – National Gallery of Scotland
  - Londra – National Gallery, Courtauld Institute Gallery, British Museum, Dulwich Picture Gallery, Thomas Coram Fondation, Kenwood House, National Portrait Gallery, Royal Academy of Arts, South Kensington Museum, Tate Gallery
  - Manchester – Whitworth Art Gallery
  - Norwich – Castle Museum
  - Southampton – Southampton Art Gallery
  - Sudbury – Gainsborough’s House
  - Wiltshire – Marlborough College
  - Winsdor – Royal Gallery

- Statele Unite
  - Boston – Museum of Fine Arts

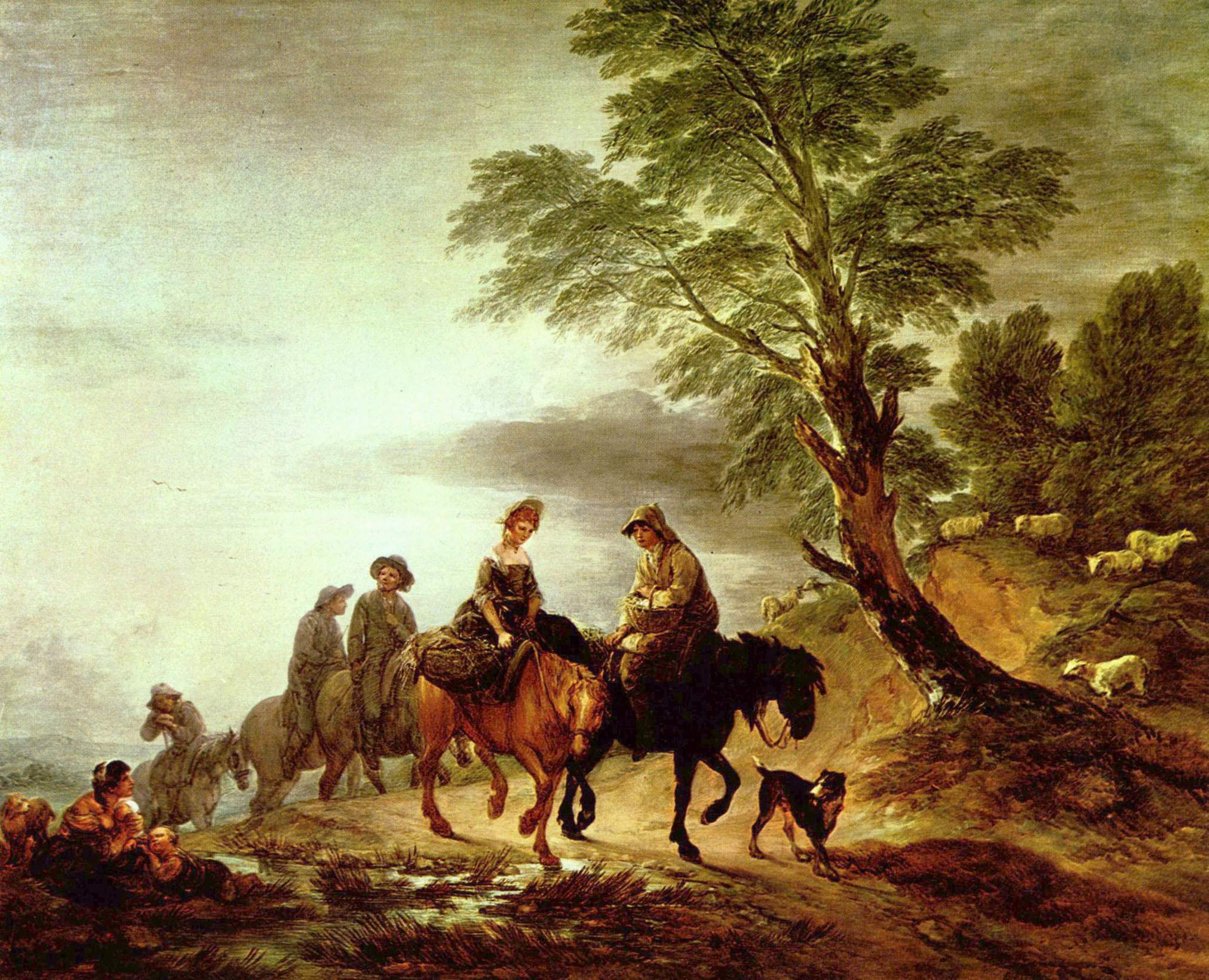

  - Los Angeles – University of California
  - New Haven – Yale Center for British Art, Yale University Art Gallery
  - New York – Metropolitan Museum of Arts
  - Philadelphia – Museum of Art
  - San Francisco – The Fine Arts Museum
  - Toledo – Toledo Museum of Art
  - Washington – National Gallery of Art
  - Worcester – Worcester Art Museum